# НТВ
НТВ — російський пропагандистський цілодобовий телеканал, який почав мовлення 1993 року. Канал мовить із Москви, з телецентру «Останкіно». Крім території Росії, мовлення НТВ поширюється за межі Росії. Охоплення телеканалу «НТВ Мир» включає країни СНД і Балтії, а також Західну Європу, Близький Схід, США і Канаду, Ізраїль, Австралію, Нову Зеландію і Океанію.
Активно використовується для пропаганди Росії проти України.

## Історія
Канал був створений в 1993 році журналістами Ігорем Малашенко, Євгенієм Кисельовим та Олегом Добродейовим, пізніше генеральним директором ВГТРК. Спочатку канал виходив в ефір на п'ятій кнопці Санкт-Петербургу, а вже в 1994 році канал став виходити на 4 кнопці у Москві.
У 1994 році вже виходили інформаційні програми «Сьогодні», «Ітоги» та «Намедні». На НТВ в 1994 році почали показувати програму «Ляльки». В 1995 році НТВ отримала увесь ефірний час. НТВ у 1995 році почали виробляти нові програми — «Сьогодні вранці», «Ітого», «Чистесердечне признання» і так далі.
У 2000 році Гусинського заарештували. «Медіа-Мост» повинен був продати медіавласність Газпрому. Журналісти каналу не погодились з подібним рішенням. Вони вважали, що за правління Газпрому існування каналу як незалежного та недержавного, припиниться.
3 квітня 2001 року Газпром-Медіа обрала нових керівників телеканалу, журналісти у відповідь організували протест. Під час акції показували тільки інформаційні програми та програму «Ляльки».
14 квітня компанія Газпром-Медіа захопила канал НТВ. «Команда» генерального директора НТВ Євгенія Кисельова спочатку пішли на ТНТ, а потім на ТВ-6. Після закриття ТВ-6 вони створили новий канал ТВС. Але ТВС згодом було визнано банкрутом.
Після закриття ТВС частина журналістів перейшла на канал RTVi під керівництвом Володимира Гусинського. Деякі журналісти повернулись на НТВ. Леонід Парфьонов був не згоден з протестом, і також звільнився. Але після захоплення телеканалу, Леонід Парфьонов і Тетяна Міткова повернулися на НТВ.
Леонід Парфьонов до 2004 року працював над програмами «Намедні» та «Російська Імперія». Після скандалу з генеральним директором НТВ Володимиром Кулістіковим, його звільнили з телеканалу. Багато розважальних програм на НТВ було закрито, перетворюючи його на інформаційний ресурс.

## Програми
Будучи одним з перших каналів, що з'явились в 1990-х у Росії, НТВ мав велику популярність. Програма «Сєгодня» та «Ітогі» були першими інформаційними програмами НТВ. Після захоплення «НТВ» Газпромом у 2005 році, замість «Ітогів» в ефірі йшла «Ітогова програма».
Найпопулярнішою програмою каналу були Намедні Леоніда Парфьонова. З 2001 року Намедні транслювалась замість «Ітогів», щотижневої інформаційної програми. 2004 року програму закрили.
Канал до зміни власника був як інформаційним, так і розважальним. Програма Ляльки отримувала багато судових позовів через політичну сатиру. Серія «Крихітка Цахес», де Володимира Путіна показали в ролі Крихітки Цахеса, на думку автора «Кукол» Володимира Шендеровича, призвела до закриття програми. Шендерович вів програму «Ітого», яка після зміни керівництва «переїхала» до каналу ТВ-6.
У 2000 році почався показ програми «Гасіть світло!», після зміни власника НТВ програму показували на ТВ-6 а потім на ТВС. Після закриття ТВС, програму було закрито. Замість неї на НТВ транслювалась «Червона стріла» з героями Хрюном Моржовим та Степаном Капустою — головними персонажами обох програм. Пізніше в ефірі з'явились документальні програми «НТВшники» та «Історія всеросійського обману».

## Назва
Назва «НТВ» ніяк не розшифровується. Але на рекламних заставках 1998 року показували значення «НТВ»: «Нове», «Незалежне», «Нормальне», «Наше» або «Новорічне» телебачення.

## НТВ і українське питання
Часом телекомпанія «НТВ» припускається дезінформаційних тверджень щодо української тематики. Так, 10 січня 2010 р. вийшов репортаж в якому стверджувалося, що «кубанська балачка» дуже сильно відмінна від української мови і ілюструвалося це тим, що слова «вагани» немає в українській мові.
Напередодні виборів президента 2012 року у путінських передвиборчих фільмах, що транслюються на «НТВ», показуються відверто українофобські сюжети. Під час демократичних подій «Євромайдану» прийняла активну позицію на дезінформацію подій в Україні. З того часу канал активно використовується в рамках пропаганди Росії проти України.
25 лютого 2022 року Естонія заблокувала трансляцію телеканалу «НТВ Мир». Підставою для рішення стала трансляція п'ятьма телеканалами (зокрема «НТВ Мир») виступу президента Росії Володимира Путіна 24 лютого 2022 року, який можна було розцінити як виправдання російського військового вторгнення в Україну.
3 серпня 2022 року згідно з повідомленням французької служби новин «France 24», французький супутниковий оператор на вимогу французького медіарегулятора ARCOM, припинив трансляцію в Європі російського каналу «НТВ Мир», який порівнює українців з нацистами.

## Логотипи
Логотип телеканалу НТВ — це три букви та зелена крапка, розташована під буквою Т. З 1996 року логотип було перемальовано в тому стилі, що використовується донині.

Логотип з 1 по 30 листопада 1993
Логотип з 1 грудня 1993 по 16 січня 1994
Логотип з 17 січня по 31 серпня 1994
Логотип з 1 вересня 1994 по 10 серпня 1997
Логотип з 11 серпня 1997 по 9 вересня 2001 (до 31 липня 1997 — з матовою кулькою)
Логотип з 10 вересня 2001 по 2005
Логотип з 2005 по нині (з 2010 року — букви та кулька зменшена)